# Closterium ulna
Closterium ulna  là một loài Song tinh tảo trong họ Desmidiaceae, thuộc chi Closterium.